# NGC 1755
NGC 1755 је расејано звездано јато у сазвежђу Златна риба које се налази на NGC листи објеката дубоког неба.
Деклинација објекта је - 68° 12' 15" а ректасцензија 4h 55m 14,9s. Привидна величина (магнитуда) објекта NGC 1755 износи 9,9. NGC 1755 је још познат и под ознакама ESO 56-SC28.